# Mollerussa
Mollerussa település Spanyolországban, Lleida tartományban. Mollerussa El Palau d'Anglesola, Vila-sana, Golmés, Miralcamp, Torregrossa és Fondarella községekkel határos. Lakosainak száma 15 544 fő (2024).

## Népesség
A település népessége az utóbbi években az alábbiak szerint változott:
| Lakosok száma | 132  | 1464 | 3319 | 4848 | 8447 | 11 087 | 14 319 | 14 963 | 14 683 | 15 544 |
|               | 1717 | 1887 | 1936 | 1960 | 1986 | 2004   | 2009   | 2014   | 2019   | 2024   |